# Chirac-Bellevue
 Chirac-Bellevue  (en occitano Chirac) es una comuna y población de Francia, en la región de Lemosín, departamento de Corrèze, en el distrito de Ussel y cantón de Neuvic.
Su población en el censo de 2008 era de 259 habitantes.
Está integrada en la Communauté de communes des Gorges de la Haute-Dordogne .

## Demografía
| 223 | 265 | 230 | 217 | 191 | 205 | 259 |
| Para los censos de 1962 a 1999 la población legal corresponde a la población sin duplicidades (Fuente: INSEE [Consultar]) |     |     |     |     |     |     |